# مستنقع

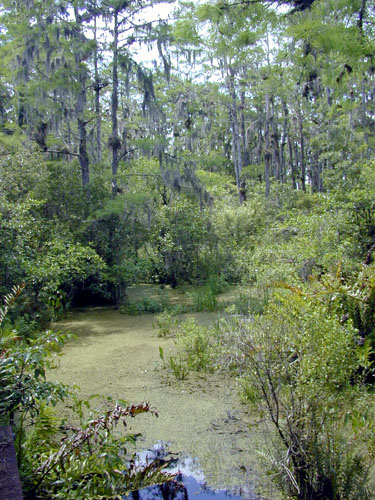
مستنقع في فلوريدا

المستنقع أرض رطبة مبتلة بالمياه، تنمو بها شجيرات وأشجار خشبية، بعكس السبخة التي تنمو بها بعض الحشائش والشجيرات الصغيرة، وهو الفرق بينهما. وتتواجد المستنقعات في جميع أنحاء الأرض بالقرب من البحار وعند الأنهار بطيئة الجريان. وتكون مياه المستنقعات إمّا مالحة أو عذبة، وإذا كانت عذبة فإن مستوها يتغير باستمرار تبعاً لمستوى سقوط الأمطار، وأحيانا تحصل بها فيضانات في فترة معينة كل سنة. أما إذا كانت مياه المستقع مالحة فإن مستواها يتغير بحسب مستوى المياه المالحة التي تغذيها.

## الحياة في المستنقع
تمكن التربية المبتلة للمستنقعات الأشجار من النمو، كما تساعد على نمو الشجيرات والنباتات المتسلقة، وهذا الأمر بدوره يؤدي إلى جذب أنواع أخرى من الأحياء للعيش في المستنقع، كالطيور والحشرات, وكبعض الثديات مثل الدببة والغزلان, كما يوجد بالمستقع بحيرات تعيش بها بعض الأسماك والزواحف الأخرى مثل الثعابين والتماسيح والسلاحف والضفادع.